# Macrocoeloma laevigatum
Macrocoeloma laevigatum is een krabbensoort uit de familie van de Majidae. De wetenschappelijke naam van de soort is voor het eerst geldig gepubliceerd in 1860 door Stimpson.